# Pedra-roja
El Pedra-roja és una muntanya de 1.089 metres que es troba al municipi d'Alòs de Balaguer, a la comarca catalana de la Noguera.